# مي التلمساني
مي التلمساني (ولدت في القاهرة في 1 يوليو 1965)، روائية ومترجمة وأكاديمية وناقدة سينمائية مصرية كندية، تنتمي إلى جيل التسعينيات. تعمل حاليًا بتدريس السينما والدراسات العربية بجامعة أوتاوا الكندية.

## حياتها
ولدت مي التلمساني في القاهرة سنة 1965، وتنتمي إلى أسرة سينمائية؛ فهي ابنة المخرج التسجيلي المصري عبد القادر التلمساني (1924 ـ 2003)، وعمها المخرج السينمائي كامل التلمساني. فكرت في صباها في دراسة السينما، لكنها تحولت إلى الكتابة. تعلمت في مدارس الراهبات الفرنسية، ودرست الأدب الفرنسي بجامعة عين شمس، حيث حصلت على درجة الليسانس سنة 1987. وفي سنة 1995 حصلت على درجة الماجستير من جامعة القاهرة، وكان موضوع رسالتها للماجستير هو كتاب مارسيل بروست «الملذات والأيام» (بالفرنسية: Plaisirs et Jours)‏، وهو الكتاب الأول لبروست. عملت التلمساني بالتدريس بدوام جزئي في قسم الأدب الفرنسي بجامعة القاهرة بين عامي 1996 و1998، وفي سنة 1998 حصت على منحة من الوكالة الكندية للتنمية الدولية لتدرس للحصول على درجة الدكتوراه في الأدب المقارن بجامعة مونتريال الكندية، وكان موضوع رسالتها للدكتوراه «الحارة في السينما المصرية: 1939 ـ 2001»، والذي صدر فيما بعد في كتاب عن المركز القومي للترجمة، بترجمة رانيا فتحي ومراجعة مي التلمساني نفسها.
في الفترة بين عامي 2001 و2005 عملت التلمساني محاضرًا للسينما والدراسات العربية بجامعات مونتريال وكونكورديا ومكجيل في كندا، ثم عينت أستاذًا مساعدً للسينما والدراسات العربية بجامعة أوتاوا الكندية عام 2006.
عملت مي التلمساني أيضًا في البرنامج الفرنسي بإذاعة القاهرة، إلى جانب عملها بالنقد السينمائي.

## كتاباتها

### أعمال أدبية
- نحت متكرر (مجموعة قصصية): 1995.
- دنيازاد (رواية): دار شرقيات، القاهرة، 1997.
- خيانات ذهنية (مجموعة قصصية): الهيئة العامة لقصور الثقافة، القاهرة، 1999.
- هليوبوليس (رواية): دار شرقيات، القاهرة، 2001.
- للجنة سور (يوميات): دار شرقيات، القاهرة، 2009.
- أكابيللا (رواية): دار شرقيات، القاهرة، 2012.[6]
- الكل يقول أحبك (رواية)، 2021.[11]
- صدى يوم أخير (رواية مشتركة مع الكاتب إدوار الخراط)، دار الشروق، 2024.
- طرق كثيرة للسفر (يوميات)، دار دوّن، 2024.

### دراسات وترجمات
- السينما العربية من الخليج إلى المحيط (1994)
- فؤاد التهامي وزهرة المستحيل (1995)
- لماذا نقرأ الأدب الكلاسيكي (إيتالو كالفينو، ترجمة، الهيئة العامة لقصور الثقافة، 1999)[12]
- المدارس الجمالية الكبرى (بالفرنسية: Les Grandes Écoles Esthétiques)‏ ـ (آلان وأدويت فيرمو، ترجمة، 2001)

كتبت مي التلمساني أيضًا السيناريو لفيلمين سينمائيين، كما كتبت العديد من المقالات للمجلات الفنية عن السينما المصرية والعالمية.

## الجوائز
- جائزة «آرت مار» لأفضل عمل أول في البحر الأبيض المتوسط سنة 2001، من مهرجان باستيا بجنوب فرنسا عن الترجمة الفرنسية لروايتها «دنيازاد».[13]
- جائزة الدولة التشجيعية لأدب السيرة الذاتية سنة 2002 من وزارة الثقافة المصرية عن نفس الرواية.[13]
- حصلت على وسام الآداب والفنون من الحكومة الفرنسية برتبة فارس عام 2021؛ اعترافاً بجهودها بمجالات الثقافة والفنون والآداب.[14]